# Joe FitzPatrick
Pour les articles homonymes, voir Fitzpatrick.
Joe FitzPatrick, né le 1er avril 1967 à Dundee (Écosse) est un homme politique écossais du Parti national écossais (SNP). Il représente la circonscription électorale de Dundee City West (anciennement Dundee West) au parlement écossais depuis les élections de 2007.

## Biographie
Joe FitzPatrick a fait ses études à Inverness College puis à l'université d'Abertay Dundee. Élu de président des Associations étudiantes à Inverness College, il s'est intéressé de bonne heure à la politique. En 1991, il fut élu à la direction du syndicat étudiant National Union of Students of the United Kingdom, puis responsable régional pour le nord de l'Écosse.
Avant d'être élu au Parlement écossais, Joe FitzPatrick a été conseiller auprès des députés du SNP Shona Robinson et Stewart Hosie. Il a également fait partie du conseil municipal de la ville de Dundee, avant de devenir porte-parole du groupe SNP au parlement écossais.
Joe FitzPatrick est en outre membre du Finance Committee du SNP, et substitut au Health Committee. En 2007, il fut élu par les militants au Comité exécutif de son parti.
Il est ouvertement homosexuel.